# Starowojtowe
Starowojtowe (ukr.  Старово́йтове; do 1968 Wilczy Przewóz ukr.  Вовчиків-Перевіз) – wieś na Ukrainie w rejonie kowelskim, w obwodzie wołyńskim. 
W II Rzeczypospolitej miejscowość wchodziła w skład gminy wiejskiej Huszcza w powiecie lubomelskim województwa wołyńskiego. Do II wojny światowej w pobliżu wsi znajdował się przysiółek Nowiny.
Do 2020 w rejonie lubomelskim.